# Monte Waialeale
Monte Waialeale é um monte localizado na ilha Kauai que fica ao noroeste do arquipélago do Havaí.
É o local onde mais chove no mundo,com média anual de 11680mm.